# Горам, Эвилл
Эвиль Горам (Eville Gorham; 15 октября 1925, Галифакс, Канада — 14 января 2020) — канадско-американский ученый, биогеохимик, эколог, водный эколог. Член НАН США (1994), доктор философии (1951), регент-профессор-эмерит Миннесотского университета, преподаванию в котором посвятил 36 лет. Видный исследователь кислотных дождей.

## Биография
Вырос в Новой Шотландии, мечтал стать археологом. Учился в Университете Дэлхаузи, где получил степени бакалавра биологии и магистра зоологии. Получил докторскую степень по ботанике в Университетском колледже Лондона в 1951 году. С 1962 года на кафедре ботаники Миннесотского университета, где в 1965 году стал членом-основателем Колледжа биологических наук, впоследствии регент-профессор-эмерит этого университета и его почётный доктор (1999), откуда ушёл в отставку в 1998 году, продолжив заниматься научной деятельностью.
Фелло Американской ассоциации содействия развитию науки.
Отмечен рядом почётных степеней, G. Evelyn Hutchinson Award (1986), медалью Бенджамина Франклина Института Франклина (2000), Society of Wetland Scientists Lifetime Achievement Award (2005). Супруга — Ada MacLeod, остались дети и внуки.